# Clark House (Hobsonville)
Clark House ist ein italienisches Haus aus dem frühen 20. Jahrhundert in Hobsonville, Auckland, Neuseeland, das von Heritage New Zealand als Gebäude der Kategorie I aufgeführt ist. Der Bau des Hauses begann in den späten 1890er Jahren als Familienwohnsitz von Rice Owen Clark II, dem wohlhabenden Besitzer einer nahe gelegenen Töpferei.

## Beschreibung
Clark House ist eine zweistöckige Villa mit Blick auf die Limeburners Bay und den Waitematā Harbour. Der Innenraum enthält eine geschwungene Treppe, Buntglasfenster, Dado-Tafeln im Jugendstil, Elemente aus Kauri-Holz und dekorative Fliesen. Laut Heritage New Zealand war Clark House das erste Wohnhaus in Neuseeland, in dem hohle Keramikblöcke verwendet wurden, bevor hohle Betonblöcke verwendet wurden.

## Geschichte

### Hintergrund
William Hobson hatte das Hobsonville-Gebiet 1840 als geeignet für die Hauptstadt Neuseelands in Betracht gezogen und dann abgelehnt. Der erste Europäer, der das Gebiet besiedelte, war Rice Owen Clark, der dort 1854 139 Acres Land kaufte. Er begann mit der Herstellung von Abflussrohren aus dem dort gefundenen Ton. Bis 1877 hatte er weiteres Land erworben, von dem ein Teil später zur Residenz Clark House werden sollte. Clark stellte die Rohre zunächst zur Entwässerung seines eigenen Grundstücks her, dann auch, um Anfragen anderer Siedler in Hobsonville zu erfüllen. Bis 1862 hatte er seinen Betrieb ausgeweitet und 1864 wurde seine Töpferei offiziell gegründet. Im Jahr 1876 trat Rice Owen Clark II im Alter von 21 Jahren in das Unternehmen seines Vaters ein. Bis 1879 hatten Clark und andere lokale Töpfereien lokale Schlagzeilen gemacht, und die Gegend von Limeburners Bay wurde eng mit der Töpferindustrie in Verbindung gebracht. Obwohl die Große Depression viele nahegelegene Töpferbetriebe zur Schließung zwang, produzierte Clark's Pottery, im Besitz von Rice Owen Clark II, weiterhin Keramik und prahlte damit, die größte Töpferfabrik Neuseelands zu sein.

### Konstruktion
Nach Clarks Tod im Jahr 1896 wurde Clark II alleiniger Eigentümer des Unternehmens. Er beschloss, ein Haus aus länglichen Keramikblöcken zu bauen – in der Hoffnung, dass dies zu einem neuen Bautrend werden würde – und nannte das Haus „Ngaroma“. Der Bau begann um 1897, und 1902 war das Haus fertiggestellt. Die hohlen Keramikblöcke setzten sich nicht durch, da kurz darauf Schlackenblöcke nach Neuseeland kamen. Nur wenige Häuser, vor allem in Hobsonville, verwendeten das Material.

### Royal New Zealand Air Force
1950 kaufte die Krone Clark House im Auftrag der Royal New Zealand Air Force (RNZAF) für 8000 Pfund. Die RNZAF nutzte das Clark House für Treffen im Kalten Krieg und war 1955 Gastgeber der Konferenz der Südostasiatischen Vertragsorganisation auf dem Anwesen. Ab 1967, nachdem eine Dekompressionskammer installiert worden war, wurde dort die Abteilung für Flugmedizin untergebracht. Die Immobilie wurde bis 2016 von der Air Force genutzt. Im Jahr 2022 brachte die RNZAF die Immobilie auf den Markt.